# Sumatragrönduva
Sumatragrönduva (Treron oxyurus) är en fågel i familjen duvor inom ordningen duvfåglar.

## Utseende och läte
Sumatragrönduvan är en relativt enfärgad och otecknad grönduva med lång och spetsig stjärt. Hanen har en svag orangefärgad anstrykning på bröstet, men detta kan vara svårt att se. Båda könen har blågrön näbb och ringar runt ögonen i samma färg. De helt jämnt olivgröna vingarna skiljer den från andra grönduvor i sitt utbredningsområde. Den kan likna kilstjärtad grönduva, men denna är kraftigare byggd med kortare stjärt. Lätet består av stigande och fallande serier med ljusa hoanen, ofta lite hickande eller snyftande.

## Utbredning och systematik
Fågeln förekommer i bergsskogar på Sumatra och västra Java. Den behandlas som monotypisk, det vill säga att den inte delas in i några underarter.

## Levnadssätt
Sumatragrönduvan hittas i bergsskogar. Liksom andra grönduvor samlas den i större mängder i fruktbärande träd.

## Status
Sumatragrönduvan antas ha en liten världspopulation som dessutom tros minska i antal till följd av habitatförstörelse. Internationella naturvårdsunionen IUCN kategoriserar den som nära hotad.